# Łan (Siedliszcze)
Łan – przysiółek wsi Siedliszcze w Polsce, położony w województwie lubelskim, w powiecie włodawskim, w gminie Wola Uhruska. 
W latach 1975–1998 przysiółek administracyjnie należał do województwa chełmskiego.